# Amy O'Neill
Pour les articles homonymes, voir O'Neill.
Amy O'Neill, née le 8 juillet 1971 à Pacific Palisades, est une actrice américaine.

## Filmographie
- 1986 : Les Feux de l'amour ("The Young and the Restless") (série TV) : Molly
- 1989 : Desperate for Love (TV) : Cindy
- 1989 : I Know My First Name Is Steven (TV) : Jodie
- 1989 : Chérie, j'ai rétréci les gosses (Honey, I Shrunk the Kids) : Amy Szalinski
- 1990 : Where's Rodney? (TV) : Lisa Barnes
- 1992 : Chérie, j'ai agrandi le bébé (Honey I Blew Up the Kid) : Amy Szalinski
- 1993 : Le Territoire des loups (White Wolves: A Cry in the Wild II) : Pandra
- 1994 : Attack of the 5 Ft. 2 Women (TV) : German Skater
- 2006 : Bones (TV) : Abby